# أندريا بيرون
أندريا بيرون (بالإيطالية: Andrea Peron) مواليد 14 أغسطس 1971 في فاريزي، هو دراج إيطالي سابق في صنف سباق الدراجات على الطريق. سبق أن شارك في دورة الألعاب الأولمبية الصيفية.

## الميداليات
| الميدالية | المسابقة                       |
| --------- | ------------------------------ |
| فضية      | الألعاب الأولمبية الصيفية 1992 |

## روابط خارجية
- أندريا بيرون على موقع الاتحاد الدولي للدراجات (الإنجليزية)
- أندريا بيرون على موقع أرشيف الدراجات (الإنجليزية)
- أندريا بيرون على موقع إحصائيات الدراجات الإحترافية (الإنجليزية)
- أندريا بيرون على موقع نسبة الدراجات (الإنجليزية)
- أندريا بيرون على موقع CycleBase (الإنجليزية)
- أندريا بيرون على موقع اللجنة الأولمبية الدولية (الإنجليزية)
- أندريا بيرون على موقع أوليمبيديا (الإنجليزية)
- أندريا بيرون على موقع اللجنة الأولمبية الإيطالية (الإيطالية)